# Croydon
Croydon – dzielnica Londynu, położona w południowej części miasta, na terenie gminy o tej samej nazwie. Do czasu utworzenia regionu Wielkiego Londynu w 1965 roku było to samodzielne miasto, należące do hrabstwa Surrey.

## Transport
Na terenie dzielnicy znajdują się trzy stacje kolejowe – East Croydon, West Croydon oraz South Croydon. Croydon obsługiwane jest przez system komunikacji tramwajowej Tramlink.
W latach 1920–1959 w Croydon funkcjonowało międzynarodowe lotnisko.